# Petras Leonas

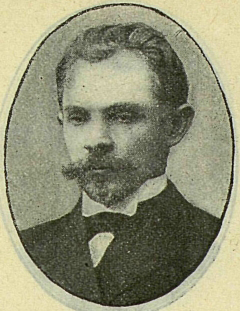
Petras Leonas

Petras Leonas (* 16. November 1864 in Leskava, Rayon Prienai; † 12. Mai 1938 in Kaunas) war ein litauischer Rechtswissenschaftler, Rechtssoziologe, Rechtsanwalt, Richter und Politiker.

## Biographie
Von 1890 bis 1893 war  Petras Leonas Richter am Bezirksgericht in Suvalkai. Von 1918 bis 1919 war Petras Leonas litauischer Justizminister, später dann Innenminister. Danach war er als Dozent und Professor an der Universität tätig.

## Werke
- Rastai. TIC, Vilnius 2005.

1. Teisės filosofijos istoria. 2005, ISBN 995-555757-5.
2. Teisės enciklopedijos paskaitos. 2005, ISBN 995-555763-X.
3. Teisės publicistika. 2005, ISBN 995-555764-8.

| Personendaten    | Personendaten                                                             |
| ---------------- | ------------------------------------------------------------------------- |
| NAME             | Leonas, Petras                                                            |
| KURZBESCHREIBUNG | litauischer Rechtswissenschaftler, Rechtssoziologe, Richter und Politiker |
| GEBURTSDATUM     | 16. November 1864                                                         |
| GEBURTSORT       | Leskava, Rayon Prienai                                                    |
| STERBEDATUM      | 12. Mai 1938                                                              |
| STERBEORT        | Kaunas                                                                    |